# Charytany
Charytany – wieś w Polsce położona w województwie podkarpackim, w powiecie jarosławskim, w gminie Laszki.
W latach 1975–1998 miejscowość administracyjnie należała do województwa przemyskiego.

## Części wsi
| SIMC    | Nazwa    | Rodzaj    |
| ------- | -------- | --------- |
| 0605424 | Babiaki  | część wsi |
| 0605430 | Kolonia  | część wsi |
| 0605447 | Szpoty   | część wsi |
| 0605453 | Zamiśnie | część wsi |
| 0605460 | Zofiówka | część wsi |